# 태스마 월턴
태즈마 월턴(Tasma Walton, 1973년 8월 19일 ~ )은 오스트레일리아의 배우이다.

## 출연 작품
- 더 하프 데드 (2017)
- 클레버맨 (2016)
- 미스터리 로드 (2013)
- 드림랜드 (2010)
- 블레시드 (2009)
- 서브테라노 (2003)

### 텔레비전
- 홈 앤 어웨이 (1995)
- City Homicide (2009-10)